# Municipio Roboré
Das Municipio Roboré ist ein Verwaltungsbezirk im Departamento Santa Cruz im südamerikanischen Anden-Staat Bolivien.

## Lage im Nahraum
Das Municipio Roboré ist eines von drei Municipios der Provinz Chiquitos und umfasst deren südöstlichen Bereich. Es grenzt im Nordwesten an das Municipio San José de Chiquitos, im Süden an die Provinz Cordillera, im Osten an die Provinz Germán Busch und im Nordosten an die Provinz Ángel Sandoval.
Das Municipio erstreckt sich zwischen etwa 17°30' und 18°48' südlicher Breite und 58°50' und 60°15' westlicher Länge; seine Ausdehnung von Westen nach Osten beträgt bis zu 150 Kilometer, von Norden nach Süden bis zu 135 Kilometer.
Das Municipio umfasst 34 Gemeinden (localidades), der zentrale Ort des Municipios ist die Stadt Roboré mit 10.098 Einwohnern (Volkszählung 2012) im südwestlichen Teil des Municipios, einzige weitere nennenswerte Siedlung ist Santiago de Chiquitos mit 1.927 Einwohnern.

## Geographie
Das Municipio Roboré liegt südöstlich der Chiquitos-Hügelländer im östlichen Bolivien. Das Klima ist semihumid, die mittlere Luftfeuchtigkeit liegt bei rund 70 Prozent.
Die Jahresdurchschnittstemperatur der Region liegt bei etwa 26 °C, mit monatlichen Durchschnittstemperaturen zwischen 22 °C im Juni und 28 °C von Oktober bis Januar (siehe Klimadiagramm Roboré). Der Jahresniederschlag beträgt etwa 1100 mm, der Trockenzeit von Juli bis September steht eine ausgeprägte Feuchtezeit von November bis März mit Monatswerten von bis zu über 160 mm gegenüber.

## Bevölkerung
Die Einwohnerzahl des Municipios blieb zwischen 1992 und 2012 fast unverändert und ist dann bis 2024 um rund zwanzig Prozent angestiegen:
| Jahr | Einwohner | Quelle       |
| ---- | --------- | ------------ |
| 1992 | 15.246    | Volkszählung |
| 2001 | 15.240    | Volkszählung |
| 2012 | 15.641    | Volkszählung |
| 2024 | 18.701    | Volkszählung |

Die Bevölkerungsdichte bei der letzten Volkszählung von 2024 betrug 2,45 Einwohner/km², der Anteil der städtischen Bevölkerung lag bei 64,6 Prozent. Der Alphabetisierungsgrad bei den über 15-Jährigen war von 91,5 Prozent (1992) auf 92,9 Prozent (2001) leicht angestiegen. Die Lebenserwartung der Neugeborenen im Jahr 2001 betrug 67,8 Jahre, die Säuglingssterblichkeit war von 6,8 Prozent (1992) auf 4,7 Prozent (2001) zurückgegangen.
98,8 Prozent der Bevölkerung sprechen Spanisch, 3,8 Prozent sprechen Quechua und 1,6 Prozent sprechen Aymara. (2001)
37,8 Prozent der Bevölkerung haben keinen Zugang zu Elektrizität, 12,9 Prozent leben ohne sanitäre Einrichtung. (2001)
74,5 Prozent der 2.816 Haushalte besitzen ein Radio, 52,3 Prozent einen Fernseher, 31,1 Prozent ein Fahrrad, 3,9 Prozent ein Motorrad, 16,3 Prozent ein Auto, 26,4 Prozent einen Kühlschrank, und 11,8 Prozent ein Telefon. (2001)

## Politik
Ergebnis der Regionalwahlen (concejales del municipio) vom 4. April 2010:
| Wahl- berechtigte |  | Wahl- beteiligung | gültige Stimmen |  | VERDES | PRIMEROS | FA     | MAS-IPSP | OICH  | TODOS | JURE  | ASIP  |
| ----------------- |  | ----------------- | --------------- |  | ------ | -------- | ------ | -------- | ----- | ----- | ----- | ----- |
| 7.781             |  | 6.317             | 5.514           |  | 1.711  | 1.446    | 1.076  | 818      | 215   | 116   | 113   | 19    |
|                   |  | 81,2 %            | 87,3 %          |  | 31,0 % | 26,2 %   | 19,5 % | 14,8 %   | 3,9 % | 2,1 % | 2,0 % | 0,3 % |

Ergebnis der Regionalwahlen (elecciones de autoridades políticas) vom 7. März 2021:
| Wahl- berechtigte |  | Wahl- beteiligung | gültige Stimmen |  | CREEMOS | MAS-IPSP | UNIDOS | MNR   | SOL    | ASIP   |
| ----------------- |  | ----------------- | --------------- |  | ------- | -------- | ------ | ----- | ------ | ------ |
| 11.330            |  | 8.994             | 8.303           |  | 5.403   | 1.801    | 539    | 280   | 211    | 69     |
|                   |  | 79,38 %           | 92,32 %         |  | 65,07 % | 21,69 %  | 6,49 % | 3,37% | 2,54 % | 0,83 % |

## Gliederung
Das Municipio Roboré untergliederte sich bei der letzten Volkszählung von 2012 in die beiden folgenden Kantone (cantones):
- 07-0503-01 Kanton Roboré – 22 Gemeinden – 13.003 Einwohner (2001: 12.674 Einwohner)
- 07-0503-02 Kanton Santiago de Chiquitos – 12 Gemeinden – 2.638 Einwohner (2001: 2.566 Einwohner)

## Ortschaften
- Kanton Roboré
  - Roboré 10.098 Einw. – Chochís 972 Einw.

- Kanton Santiago de Chiquitos
  - Santiago de Chiquitos 1927 Einw.